# Крынджилица
Крынджилица (болг. Крънджилица) — село в Благоевградской области Болгарии. Входит в состав общины Петрич. Находится примерно в 20 км к северо-западу от центра города Петрич и примерно в 54 км к югу от центра города Благоевград. По данным переписи населения 2011 года, в селе  проживало 7 человек, преобладающая национальность — болгары.

## Население
| Год     | 1934 | 1946 | 1956 | 1965 | 1975 | 1985 | 1992 | 2001 | 2011 |
| ------- | ---- | ---- | ---- | ---- | ---- | ---- | ---- | ---- | ---- |
| Жителей | 251  | 301  | 346  | 238  | 79   | 31   | 39   | 12   | 7    |

|  |